# Parafia św. Ojca Pio w Białymstoku
Parafia pw. Świętego Pio z Pietrelciny w Białymstoku – rzymskokatolicka parafia należąca do dekanatu Białystok-Śródmieście, archidiecezji białostockiej, metropolii białostockiej.

## Historia
Parafia została utworzona dekretem erekcyjnym przez abp Wojciecha Ziembę 8 września 2002. Została wydzielona z terytorium parafii Wniebowzięcia Najświętszej Maryi Panny. Pierwszym proboszczem został ks. Andrzej Kołpak.

## Obszar parafii

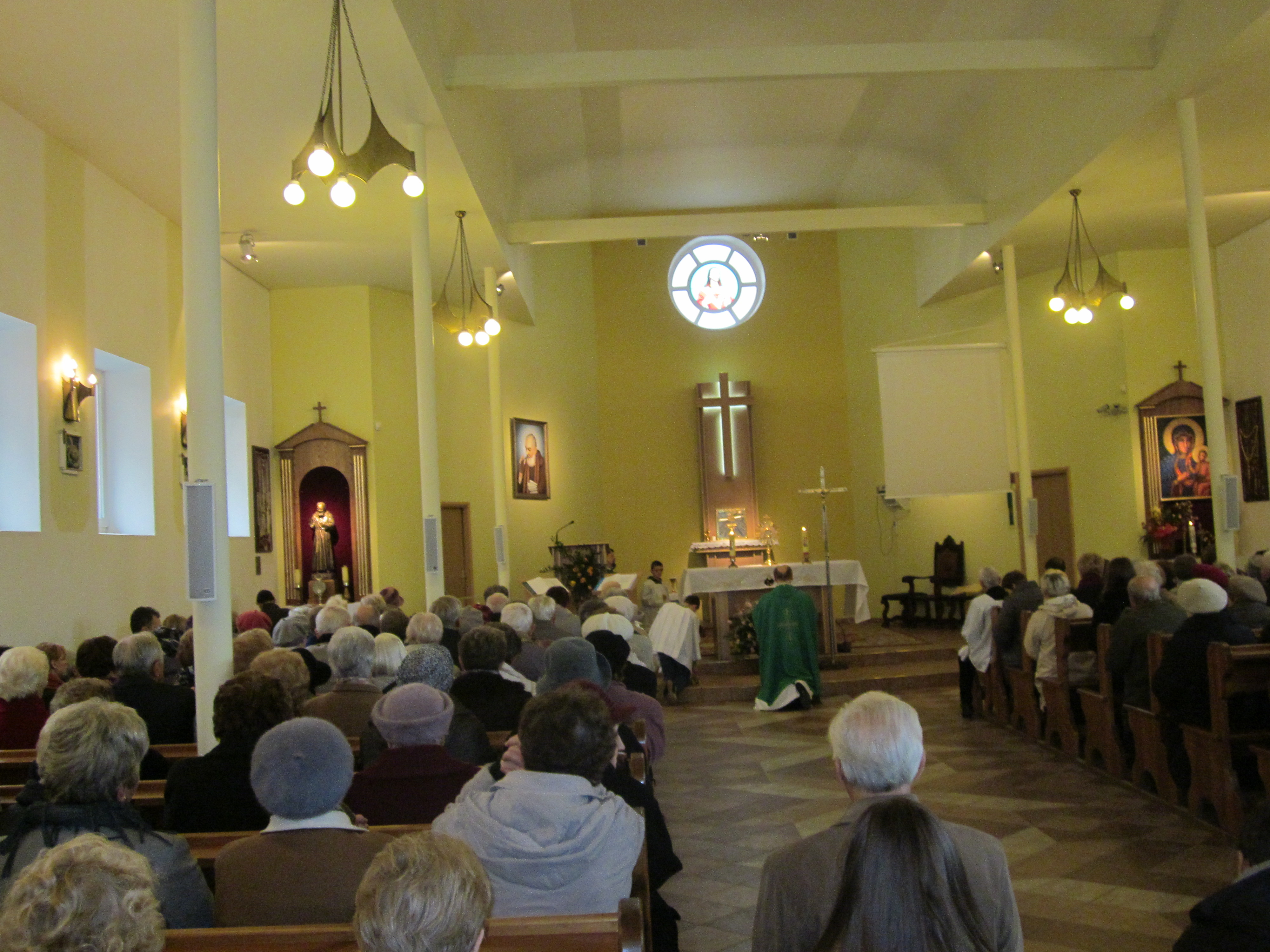
Wystawienie Najświętszego Sakramentu w kaplicy św. Ojca Pio

W granicach parafii znajdują się miejscowości
- Izabelin,
- Olmonty

oraz ulice Białegostoku
- Białowieska,
- Bracka,
- Cienista,
- Ciołkowskiego (1-13),
- Grottgera,
- Hoża,
- Księżycowa,
- Kwiatowa,
- Mickiewicza (parzyste),
- Modrzewiowa,
- Parkowa,
- Podleśna,
- Prusa,
- Przemysłowa,
- Romantyczna,
- Słowackiego,
- Urocza,
- Zaułek Bracki,
- Żwirki i Wigury

## Kościół parafialny
Kaplicę parafialną pw. św. Pio z Pietrelciny poświęcił abp Ziemba 23 września 2003 r., która stanowi zasadniczą część kompleksu, w skład którego wchodzą pomieszczenia mieszkalne księży i zaplecze administracyjno-gospodarcze.
Dnia 27 czerwca 2009 r. oficjalnie rozpoczęto budowę nowego kościoła. 20 września 2009 r. abp Edward Ozorowski dokonał aktu poświęcenia i wmurowania kamienia węgielnego. Projektantem jest inż. arch. Adam Sufliński, a nadzoruje inż. Janusz Skoblewski, konstruktor świątyni.

## Duszpasterze
Proboszczowie
- Ks. kanonik Andrzej Kołpak (od 2002 do ...) – Kanonik Honorowy Kolegiackiej Kapituły Sokólskiej; Prezes Funduszu Białystok Ojcu Świętemu

Wikariusze
- ks. dr Jerzy Lachowicz- Profesor AWSD
- ks. mgr Paweł Żukiewicz

Rezydenci
- ks. Jerzy Klimaszewski

Powołania kapłańskie z terenu parafii
- ks. mgr Daniel Łuka SSP - Paulista

## Domy zakonne
- Zgromadzenie Sióstr Służek NMP Niepokalanej, ul. Ciołkowskiego 11/1